# Sarcophyton cherbonnieri
Sarcophyton cherbonnieri är en korallart som beskrevs av Tixier-Durivault 1958. Sarcophyton cherbonnieri ingår i släktet Sarcophyton och familjen läderkoraller. Inga underarter finns listade i Catalogue of Life.